# Saint-Sauflieu
Saint-Sauflieu è un comune francese di 902 abitanti situato nel dipartimento della Somme nella regione dell'Alta Francia.

## Società

### Evoluzione demografica
Abitanti censiti